# 2009年卫星碰撞事件

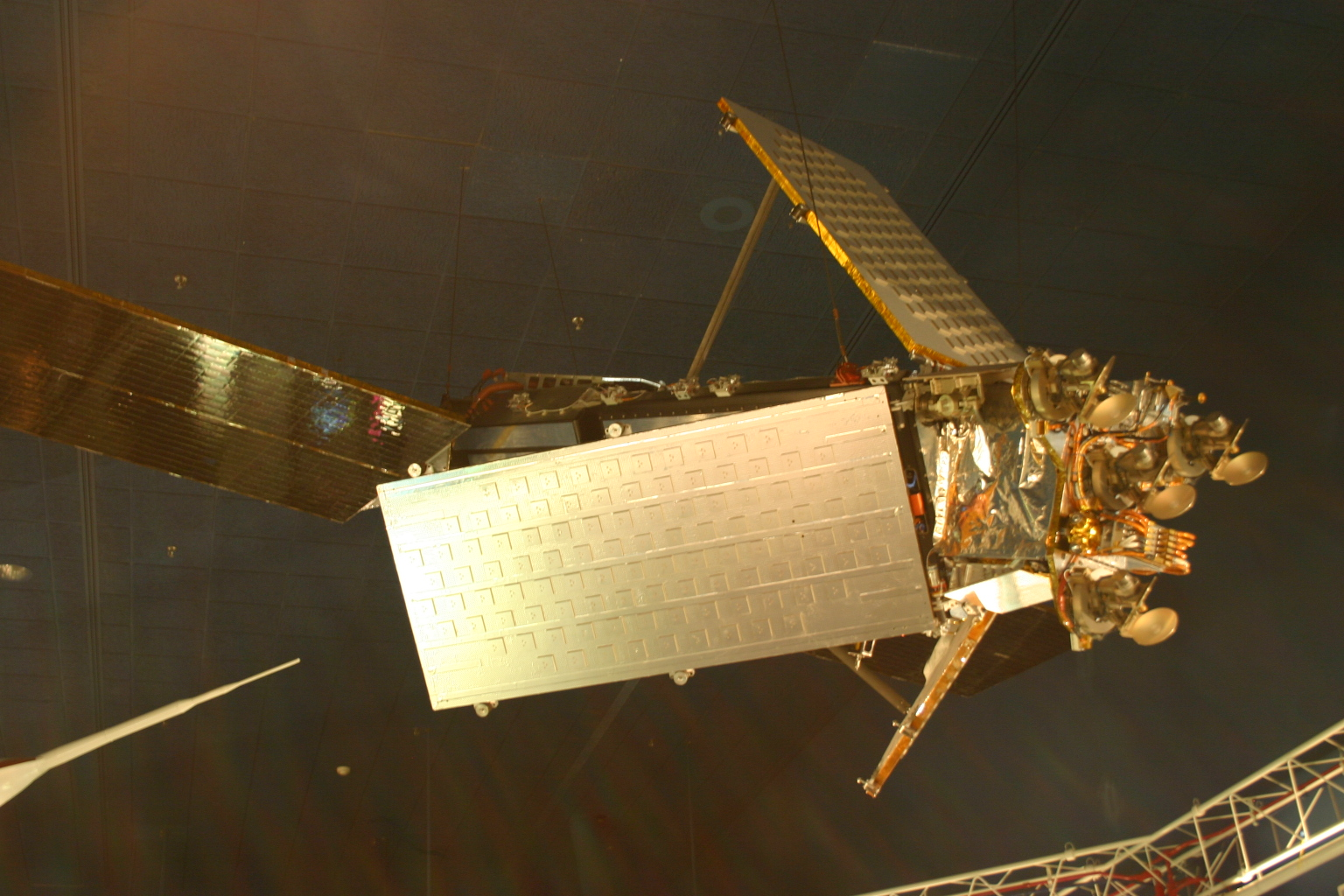
一顆铱星衛星的複製品

2009年卫星碰撞是人类有史以来首次近地轨道人造卫星碰撞事件。碰撞发生在格林尼治时间2月10日16:56，地点位于西伯利亚泰梅爾半島上空约776公里处。碰撞速度估计达到11.6公里／秒。
碰撞是发生在属于美国铱卫星公司的铱星33号和属于俄罗斯航天部队的宇宙2251卫星之间。碰撞发生时，铱星依然处于工作状态，而俄国卫星则已经被废弃多年。一名俄罗斯发言人拒绝对碰撞发生时其卫星是否已经无法控制表态。
美国国家航空航天局报告指出这次碰撞产生了大量由卫星残骸组成的太空垃圾。目前，美国太空监视网（U.S. Space Surveillance Network）追踪到了超过500个碎片，而更多的碎片还有待发现。美国国家航空航天局还指出，这些碎片对国际空间站造成危害的可能性较小，虽然碰撞发生在空间站运行轨道上空约430公里。但有中国科学家卻指碎片可能影响中国的太阳同步轨道卫星。
在此事件之前，曾经发生过多次小规模的碰撞事件，通常是事先计划好的实验或有意摧毁目标卫星的行为。1996年，Cerise卫星曾与太空垃圾发生过碰撞。

## 事发人造卫星
宇宙2251是一枚隶属于俄罗斯太空军，重950千克的天箭座衛星军事通信卫星，由宇宙3号M型运载火箭在1993年6月16日发射升空。此卫星在碰撞前已停用，并作为太空垃圾留在轨道上。
铱卫星33号是一颗重560千克的美国制造的商业卫星，是铱星星座卫星电话的一部分，于1997年9月14日在俄罗斯质子运载火箭上发射升空。